# 淺黑新亮麗鯛
淺黑新亮麗鯛（学名：Neolamprologus niger）為輻鰭魚綱鱸形目隆頭魚亞目慈鯛科的其中一種，分布於非洲坦干伊喀湖近剛果民主共和國及坦尚尼亞流域，體長可達9公分，棲息在有沉積物中底層水域，以軟體動物為食，生活習性不明，可作為觀賞魚。
其种加词“niger”意为“黑色的”。